# مسار التكاثف

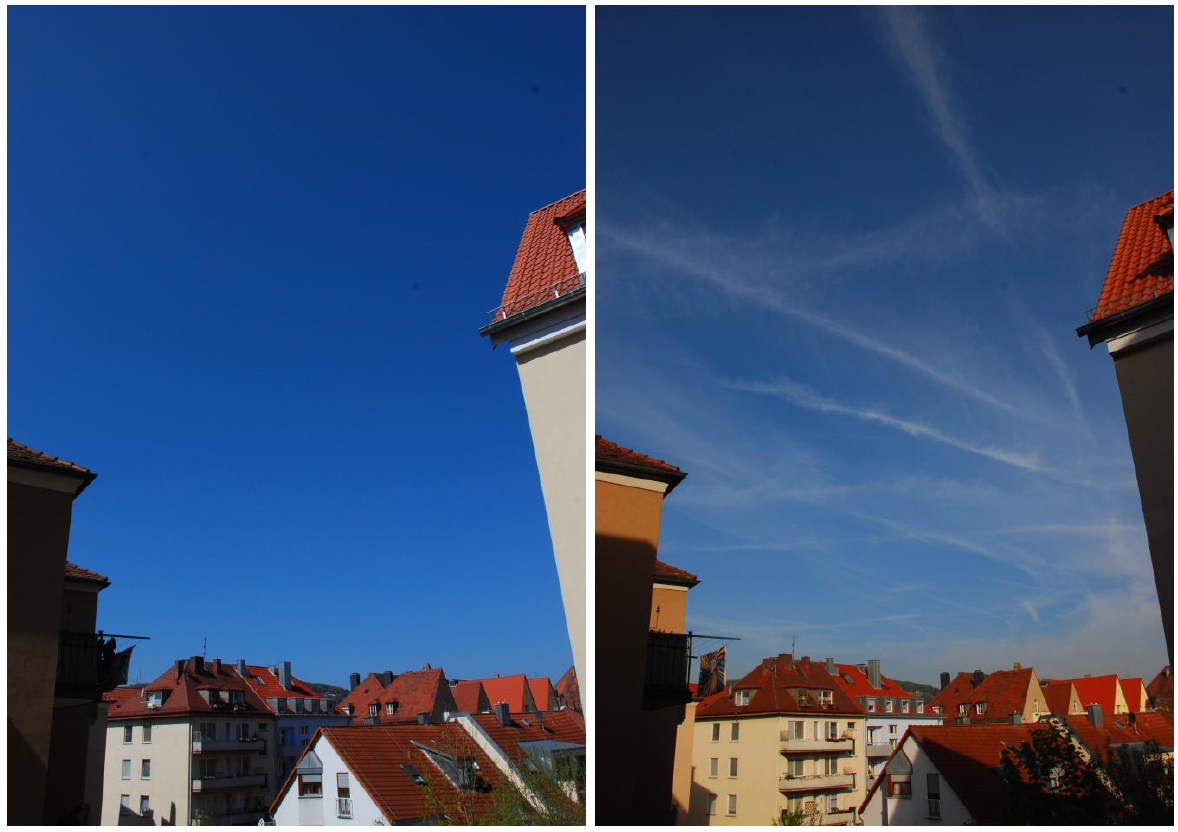
الصورة على اليسار, تظهر سماء مدينة ويرزبرج، ألمانيا، بدون غيوم طائرات بعد الحظر الجوي الذي فرض عام 2010 والصورة التي على اليمين تظهر السماء في الحركة الجوية المعتادة

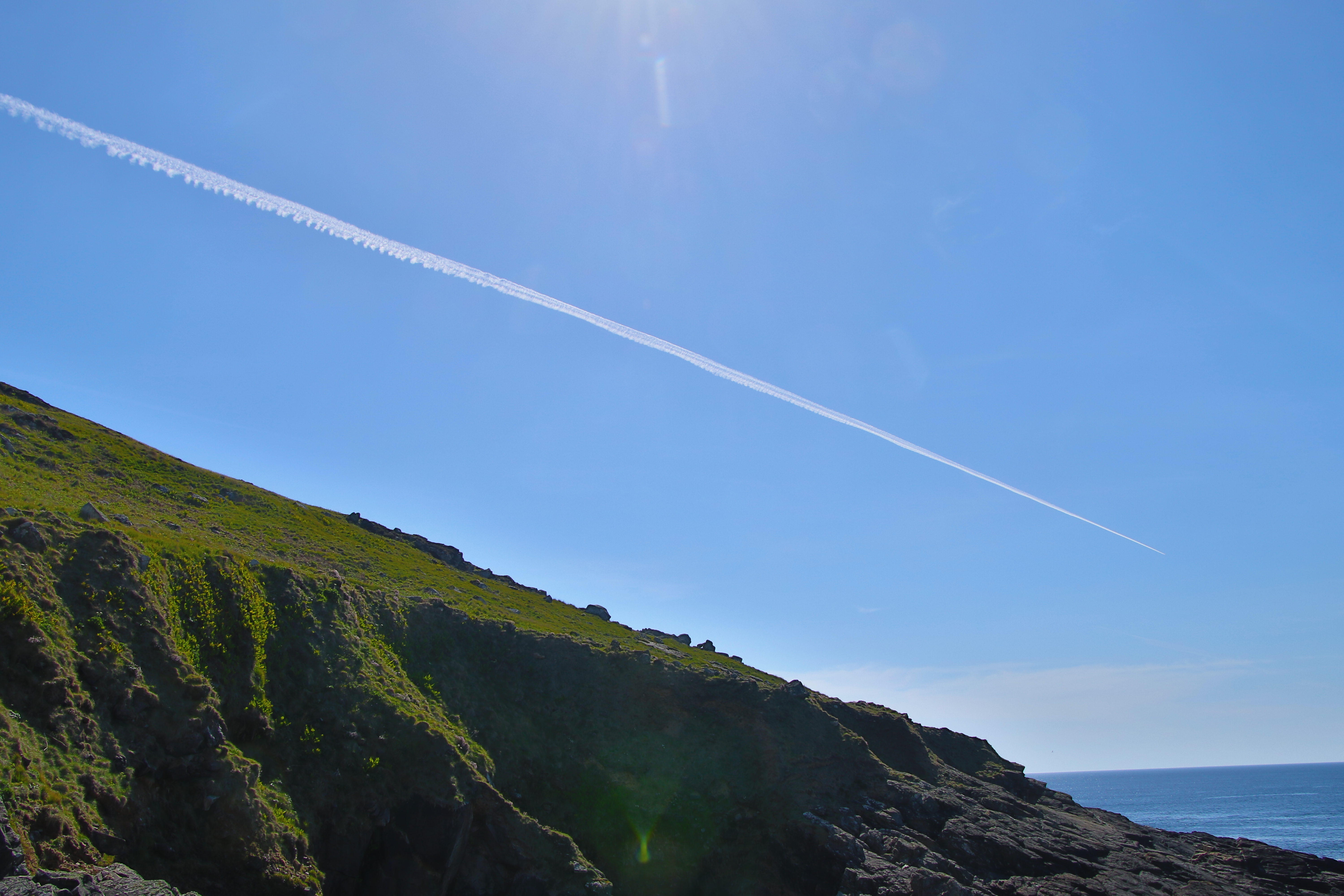
كونترايل الطائرة

مسارات التكاثف (ملاحظة 1) هي خطوط عريضة من الغيوم، تتشكل وراء الطائرات التي تحلق على ارتفاعات عالية، ويتألّف من نقاط مائية أو بلورات جليدية تتشكل عندما يتكثّف بخار الماء، أي يصبح سائلاً أو يتجمّد. وتسمى الخطوط النفاثة أيضا بالآثار المكثفة أو الآثار النفاثة أو الآثار البخارية.

## نبذة
وهي الخطوط التي تتولد من الطائرة في السماء وهي عبارة بخار الماء المتكثف الناتج عن عادم محرك الطائرة. عندما تبرد الغازات الخارجة من عادم الطائرة في الهواء المحيط بها، تتولد قطرات صغيرة من الماء، وإذا كان الهواء أكثر برودة فعندها تتولد بلورات صغيرة من الثلج.
نوع اخر من الخطوط التي تولدها الطائرات هي دوامات طرف الجناح وهي خطوط تنتج من طرف جناح الطائرة تكون أحياناً شبه مرئية وهي نتيجة التكثف داخل نواة الدوامة ان كتلة الهواء الدائر وضغطه داخل مركز الدوامة يكونان منخفضان، وهي ليست كخطوط التكثف التي تنتج عن محركات الطائرة (غيمة طائرة).
بنائاً على الظروف الجوية، فأن غيمة الطائرة قد تُرى لبضعة ثواني أو دقائق أو قد تستمر عدة ساعات وبهذه الحالة قد تؤثر على حالة الطقس.

## التكثف الناتج عن عادم محرك الطائرة
ان نواتج احتراق الوقود هو ثاني اكسيد الكربون وبخار الماء، عندما ينتشر بخار الماء في محيط بارد، مع تعرضه لضغط مرتفع عند توفر هذه الشروط يتشكل الندى (نقطة تشكل الندى) عندها يتكثف البخار إلى نقاط صغيرة من الماء أو بلورات من الثلج، مشكلة خطوط تظهر خلف الطائرة.حاجة البخار للتكثف هي التي تشكل الخطوط خلف محركات الطائرة.في طبقات الجوى العلي يحتاج بخار الماء شديد البرودة إلى حافز للتكثف والجزيئات التي تخرج من عادم محركات الطائرة تعمل كحافز يدفع هذا البخار للتكثف بسرعة إلى بلورات من الثلج. عادة ما تتشكل خطوط التكثف أو غيمة الطائرة على ارتفاع أعلى من 800 م، عند درجة حرارة 40 تحت الصفر، -40.

## التكثف نتيجة انخفاض الضغط

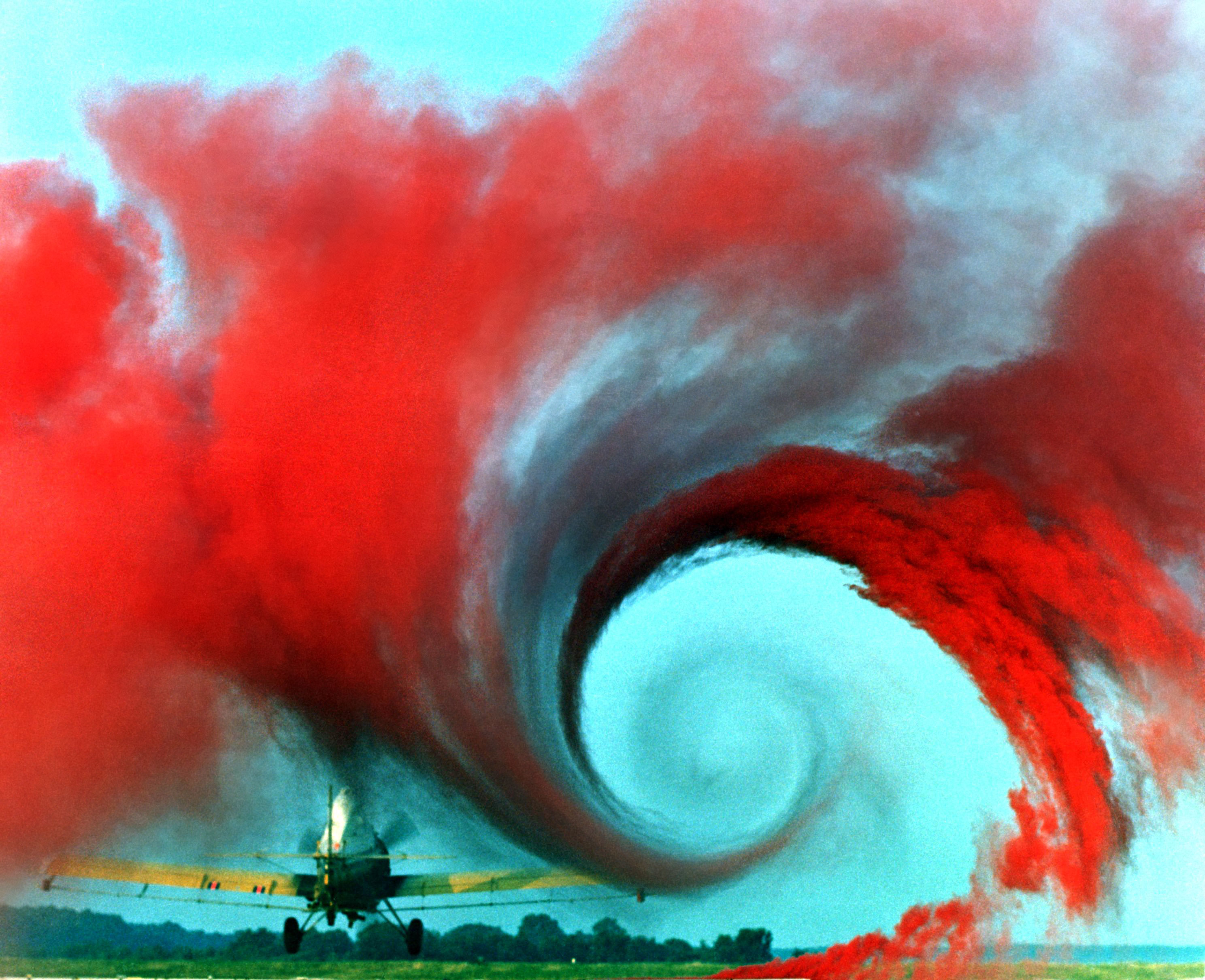
دومة ناتجة من جناح طائرة, يمثلها دخان احمر

عندما يولد الجناح، قدرة رفع، تنتج عند اطراف الاجنحة دوامة وأحيانا ً عند الجنيح المنثني عند اخر الجناح كذلك، تحدث هذه الدوامات بعد فترة من مرور الطائرة وتنتج عن انخفاض في الضغط والحرارة داخل مركز الدوامة مما يدفع بخار الماء إلى التكثف مما يجعل هذه الدوامات مرئية، تحدث هذه الظاهرة غالباً عند ارتفاع الرطوبة (في الايام الرطبة). ترى أحيانا ً هذه الدوامات عند اطراف الاجنحة المنثنية عند اخر الجناح وذلك عند هبوط واقلاع الطائرة، كذلك تلاحظ هذه الدوامات عند هبوط المكوك الفضائي.
تشاهد خطوط التكثف الناتجة عن محركات الطائرة في ارتفاعات عالية مباشرتاً خلف عوادم المحركات، بينما تشاهد خطوط الدوامات الناتجة عن اطراف الاجنحة، عند ارتفاعات منخفضة، عندما تكون سرعة الطائرة بيطئة نسبياً، بعد عملية الإقلاع، أو قبل عملية الهبوط، عند مستوى رطوبة جوي مرتفع، وهي تتشكل خلف اطراف الاجنحة أو الجنيحات المنثنية.

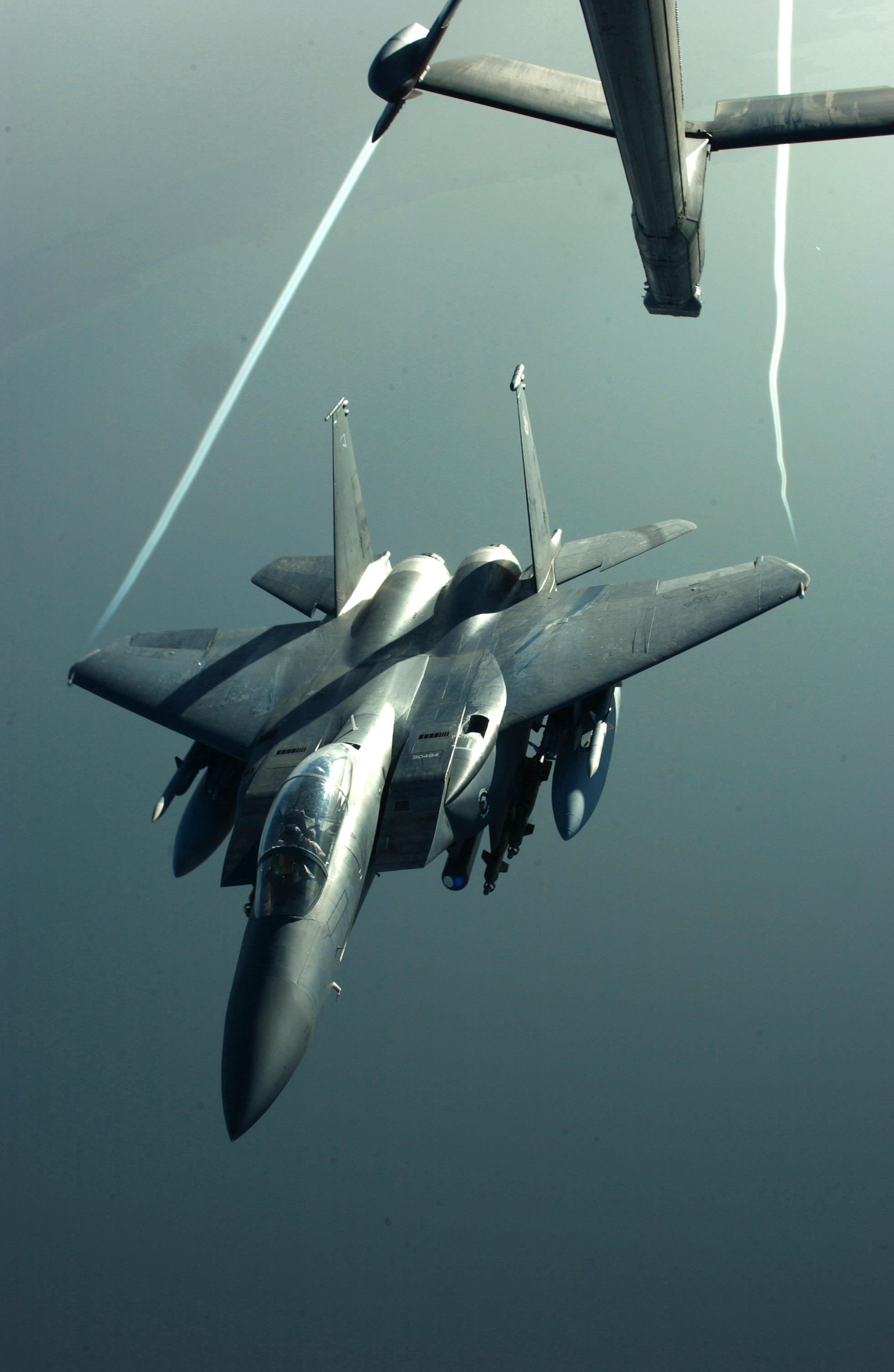
تكثف بخار الماء في مركز دوامة ناتجة عن جناح طائرة إف-15 إي سترايك إيغل بعد تزودها بالوقود من طائرة كيه سي-10 إكستيندر.

عند خنق المحرك النفاث فأن العنفات في مسرب الهواء تدور بسرعة تصل لسرعة الصوت مما ينتج عنه انخفاض ضغط مفاجئ الذي يولد ضباب التكثف، والذي يشاهد غالباً من قبل المسافرين أثناء عملية الأقلاع لمزيد من المعلومات شاهد Prandtl–Glauert singularity.

## تأثير غيمة الطائرة أو خطوط التكثف على المناخ
تؤثر غيمة الطائرة أو خطوط التكثف على التوازن الإشعاعي على سطح الأرض، وهي ذات تأثير إشعاعي. وجدت الدراسات الحديثة أن الغيوم المتولدة من الطائرات تعكس الإشعاعات ذات الطول الموجي الطويل، المنعكسة من على سطح الأرض والغلاف الجوي أو ما يعرف بـِ (التأثير الإشعاعي الموجب)(positive radiative forcing) بمعدل أكثر من تمرير هذه الإشعاعات (negative radiative forcing). مما يؤدي إلى الاحتباس الحراري.

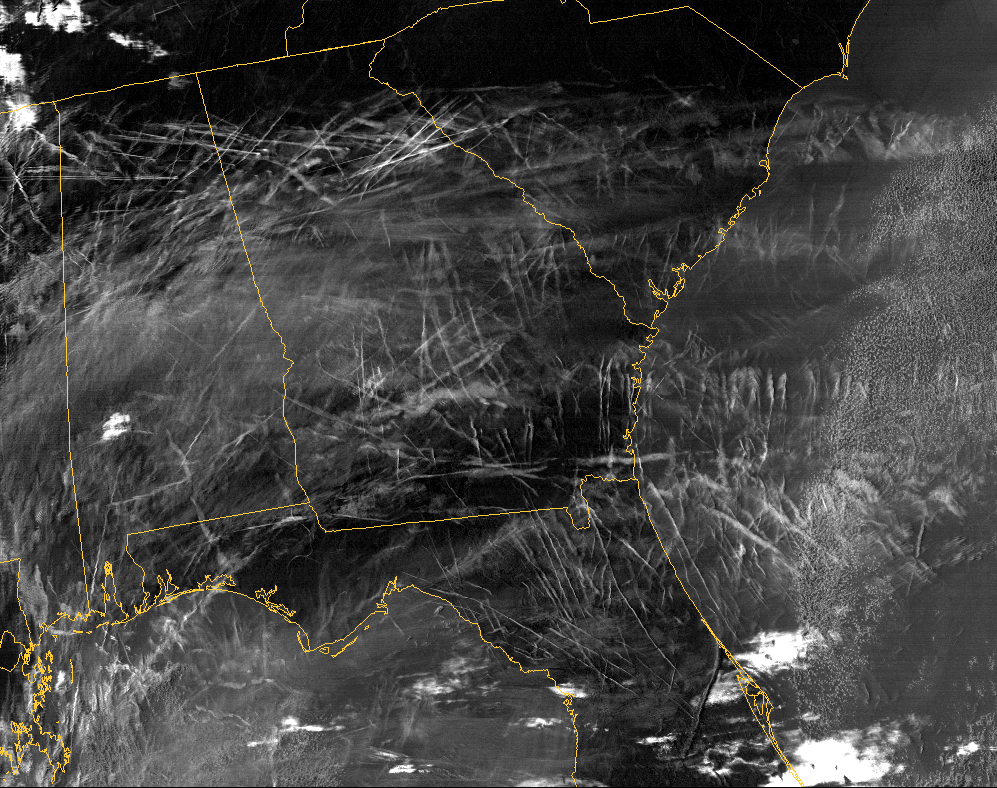
MODIS صورة لخطوط التكثف ناتجة عن الحركة الجوية فوق الجنوب الشرقي من الولايات الأمريكية المتحدة في تاريخ 29 يناير 2004م.

## معلومات مختصرة
ويمكن أن يتشكل بطريقتين:
1. يحتوي الدخان الصادر عن محرك الطائرة على بخار الماء الذي يتكثّف عندما يختلط بالهواء البارد حول الطائرة ويبقى الخط النفاث فترة أطول في الهواء البارد. لذلك فمن النادر رؤيته عندما تقلع الطائرة أو تهبط. وتُعتبر هذه الطريقة الأكثر شيوعًا.
2. عندما تتحرّك الطائرة عبر الهواء يتكثّف بخار الماء في الغيوم الرقيقة ويظهر على الأجنحة وأطراف المراوح، ويحدث التكثّف عندما تنخفض درجة الحرارة مع انخفاض الضغط.

ويمكن للخطوط النفاثة التأثير على الطقس، حيث يمكن أن تُسبّب البلورات الجليدية سقوط المطر أو الثلج من بعض الغيوم، وتعمل هذه البلورات كبعض المواد الكيميائية المستخدمة لتلقيح الغيوم في عمليات الاستمطار.

## هوامش
- ملاحظة 1 مسار التكاثف [5] المرادفات: آثار التكثف [6] أو «اثر الطائرة» أو «خطوط التكثف» أو «الخط النفاث» (بالإنجليزية: Contrail)‏